# Цаган-Челутай (Забайкальский край)
Цаган-Челута́й (бур. Сагаан шулуута, Сагаан шулуутай — [место, имеющее] «белый камень») — село в муниципальном районе «Могойтуйский район» Агинского Бурятского округа в Забайкальском крае Российской Федерации. Административный центр сельского поселения «Цаган-Челутай».

## География
Село расположено к юго-востоку от посёлка Могойтуй.
Климат
резко континентальный с жарким летом и холодной малоснежной зимой. Средняя температура июля +18...+20 °С, января  –22...–26 °С. Вегетационный период 150 дней и более .

## История
В 2014 году из территории села выделен новый населённый пункт  - село  Известковое (первоначальное название Известковый Завод)

## Население
| 1989 | 2002  | 2010  | 2021  |
| ---- | ----- | ----- | ----- |
| 1528 | ↘1310 | ↘1248 | ↘1069 |

## Известные уроженцы
- Цырен-Базар Бадмаев (1928―1982) ― советский бурятский поэт, драматург, переводчик, член Союза писателей СССР[7]. Известен своими произведениями для детей.
- Туяна Дашидоржиева — российская лучница, серебряный призёр Олимпиады-2016.
- Андрей Днепровский — выпускник цаган-челутайской школы — Герой России.
- Дондок Иринчинов — проводник, переводчик, сподвижник Н. М. Пржевальского во всех 4-х Центральноазиатских путешествиях.

## Инфраструктура
Экономика
- колхоз «Дружба». Руководитель Жапов Нима Дашиевич[8].
- При администрации сельского поселения Цаган-Челутай созданы МУП ЖКХ, СПКК «Мир», пожарный пост.
- Ведутся работы по созданию совместного российско-китайского предприятия по производству цемента в окрестностях села[9].

Социальная сфера
- Цаган-Челутайская средняя общеобразовательная школа с пришкольным интернатом, детский сад, врачебная амбулатория.

## Транспорт
Автодороги.
К западу проходит железная дорога Карымская — Забайкальск.